# Sebastian Lang-Lessing
Sebastian Lang-Lessing (1966) è un direttore d'orchestra tedesco.

## Biografia
Lang-Lessing ricevette il Ferenc Fricsay Award all'età di 24 anni. Iniziò la sua carriera all'Opera di Amburgo come assistente alla direzione. Successivamente diventò direttore residente presso la Deutsche Oper di Berlino.
Lang-Lessing è stato direttore principale della Tasmanian Symphony Orchestra dal 2004 al 2011. È stato direttore principale e direttore artistico dell'Opéra national de Lorraine.
Lang-Lessing è stato direttore musicale della San Antonio Symphony dal 2010. A marzo 2019 l'orchestra ha annunciato che Lang-Lessing concluderà la sua direzione musicale dell'orchestra alla chiusura della stagione 2019-2020.
Insieme a Niki Vasilakis e alla Tasmanian Symphony Orchestra Lang-Lessing è stato nominato per il premio ARIA 2006 per il miglior album classico per l'album Mendelssohn, Bruch, Ravel.